# Sadao Araki
Sadao Araki (荒木 貞夫?, Araki Sadao; Komae, 26 maggio 1877 – Totsukawa, 2 novembre 1966) è stato un generale giapponese.
Ministro della guerra dal 1932 al 1934, fu autore dello studio La missione del Giappone nell'epoca Showa e leader della Kōdōha ("Fazione della via imperiale"). Dopo essere stato estromesso dal governo, rimase un punto di riferimento per molti giovani ufficiali dell'Esercito imperiale sostenitori dell'ideologia del Kōdōha. Alcuni di essi si ribellarono il 26 febbraio 1936.
Durante la seconda guerra mondiale ostentò un atteggiamento ostile nei confronti della Cina e degli Stati Uniti d'America, quindi nel 1948 fu condannato all'ergastolo per poi essere liberato nel 1955.